# Nicole Grimaudo
Nicole Grimaudo (ur. 22 kwietnia 1980 w Caltagirone na Sycylii) – włoska aktorka filmowa i telewizyjna.

## Życiorys
Pierwszy raz z kamerą zetknęła się podczas castingu do programu Non è la RAI kanału Italia 1. Przebywała wówczas w Rzymie, odwiedzając siostry, studentki La Sapienzy. Reżyser Gianni Boncompagni wybierał 140 dziewcząt spośród tysięcy, które przybyły na casting. Grimaudo dostała pracę w programie.
W 1996 aktorka zadebiutowała w filmie telewizyjnym Księżniczka Alisea w reżyserii Lamberto Bavy. Kolejnym obrazem filmowym był miniserial Racket z 1997, w którym wystąpiła u boku Michele Placido, wcielając się w rolę nastoletniej Sandry. Rok później zadebiutowała na dużym ekranie, występując w filmie braci Tavianich Tu ridi. Zagrała wówczas córkę włoskiego noblisty Luigiego Pirandello.
Wystąpiła na deskach teatralnych: w 1995 w dramacie Wiśniowy sad Antona Czechowa w reżyserii Gabriele Lavia oraz w latach 1999 i 2001 w Amadeuszu w reżyserii Romana Polańskiego.
Od roku 1999 wystąpiła w licznych seryjnych produkcjach telewizyjnych: Kochać ponad życie (Rai Uno, 1999), Questa casa non è un albergo (Rete 4, 2000), Il bello delle donne (Canale 5, 2001), Un posto tranquillo (Rai Uno, 2003), Il bell'Antonio (Rai Uno, 2005), L'ispettore Coliandro (Rai 2, 2006). Między 2006 a 2009 zagrała porucznik Giordano w serialu R.I.S. – Delitti imperfetti (Canale 5), naczelną pielęgniarkę w Medicina generale (Rai Uno, Rai Tre) oraz sędzinę w Il mostro di Firenze (Fox Crime).
W 2008 ponownie zagrała w filmie na dużym ekranie − Un giorno perfetto − w reżyserii Ferzana Özpeteka, występując w roli żony znanego polityka. Rok później wystąpiła w obrazie Baaria, w reżyserii Giuseppe Tornatorego. W 2010 wszedł do włoskich kin kolejny film Özpeteka, w którym wystąpiła Grinaldi − Mine vaganti. O miłości i makaronach. W 2011 aktorka otrzymała Premio Magnani dla najlepszej głównej roli kobiecej za swoją kreację w filmie Mine vaganti. O miłości i makaronach.

## Filmografia

### Kino
- 2010: Mine vaganti. O miłości i makaronach, reż. Ferzan Özpetek
- 2009: Baaria, reż. Giuseppe Tornatore
- 2008: Un giorno perfetto, reż. Ferzan Özpetek
- 2003: PERDUToAMOR, reż. Franco Battiato
- 2003: Liberi, reż. Gianluca Maria Tavarelli
- 1999: Ferdynand i Karolina, reż. Lina Wertmüller
- 1998: Jolly Blu, reż. Stefano Salvati
- 1998: Śmiejesz się (Tu ridi), reż. Paolo i Vittorio Taviani

### Telewizja
- 2010: Crimini, reż. Stefano Sollima
- 2009: Medicina generale 2, reż. Francesco Miccichè i Luca Ribuoli
- 2009: Il mostro di Firenze, reż. Antonello Grimaldi
- 2007: Medicina generale, reż. Renato De Maria
- 2006: L'ultima frontiera, reż. Franco Bernini
- 2006: L'ispettore Coliandro: Il giorno del lupo, reż. bracia Manetti
- 2006: Gino Bartali – L'intramontabile, reż. Alberto Negrin
- 2005: R.I.S. 2 – Delitti imperfetti, reż. Alexis Sweet i Pier Belloni
- 2005: Il bell'Antonio, reż. Maurizio Zaccaro
- 2004: R.I.S. – Delitti imperfetti, reż. Alexis Sweet
- 2003: L'inganno, reż. Rossella Izzo
- 2003: Un posto tranquillo, reż. Luca Manfredi
- 2002: Giulio Cesare, reż. Uli Edel
- 2001: Il bello delle donne, reż. Lidia Montanari, Luigi Parisi, Maurizio Ponzi i Giovanni Soldati
- 2000: Prigioniere del cuore, reż. Alessandro Capone
- 2000: Questa casa non è un albergo, reż. Pier Belloni, Elisabetta Marchetti i Raffaele Mertes
- 1999: L'amore oltre la vita, reż. Mario Caiano
- 1998: Una donna per amico, reż. Rossella Izzo
- 1998: Ultimo, reż. Stefano Reali
- 1996: Racket, reż. Luigi Perelli
- 1996: Księżniczka Alisea, reż. Lamberto Bava

### Włoski dubbing
- 1997: Marianna Ucrìa, reż. Roberto Faenza